# Ehemaliges Stadtbad Hamborn

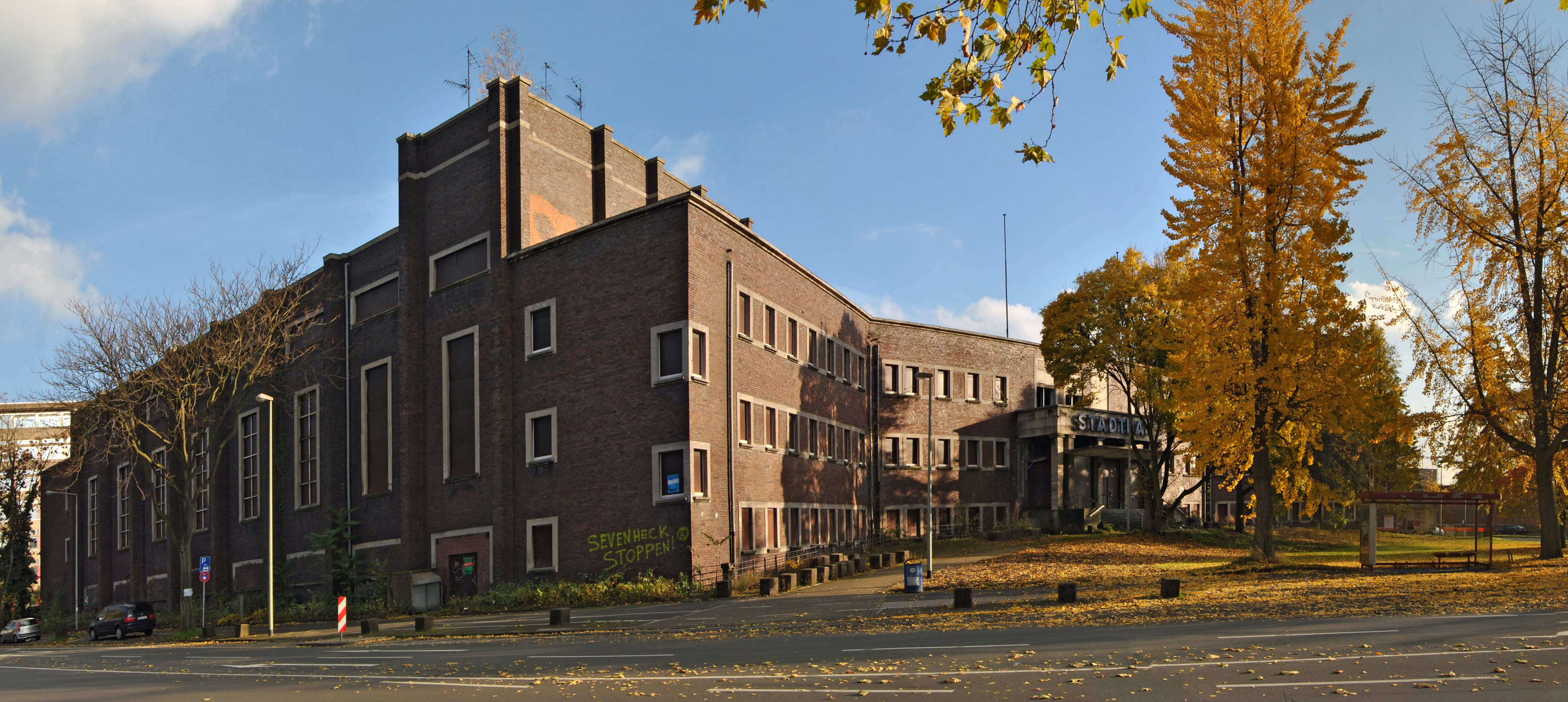
Ehemaliges Stadtbad Hamborn (2012)

Das ehemalige Stadtbad Hamborn wurde 1929 nach den Plänen des Architekten und Regierungsbaumeisters Franz Steinhauer erbaut. Der denkmalgeschützte Bau liegt im Stadtbezirk Hamborn der kreisfreien Stadt Duisburg in Nordrhein-Westfalen.
1998 wurde das Stadtbad wegen Einsturzgefahr einer Decke geschlossen. Dafür wurde 2003 in unmittelbarer Nähe das Rhein-Ruhr-Bad eröffnet.

## Baugeschichte
Mit der Grundsteinlegung am 27. März 1929 begann der Bau des Hamborner Stadtbades. Das auf ca. 2,5 Millionen Reichsmark bezifferte Flachdachgebäude im Stil der Neuen Sachlichkeit erhielt eine Backsteinoptik sowie eine horizontale und vertikale Gliederung mit Fensterbändern in Muschelkalk.
Ursprünglich waren zwei Schwimmhallen im Stadtbad vorgesehen, und zwar mit einem großen Schwimmbecken für Männer im rechten Flügel sowie einem kleineren für Frauen im linken Flügel. Die beiden Schwimmbecken waren aufwändig konstruiert und erfüllten damals sogar olympische Standards. Wegen der Gefahr von Bergschäden waren die Schwimmtröge aus Stahlbeton nicht mit dem Gebäudekörper verbunden. Um leichte Bodensenkungen abfedern zu können, ließ man sie auf jeweils auf drei Gleitlagern ruhen. Diese Gleitlager wurden mit massiven Beton-Fundamenten versehen, die jedoch nicht mit den Fundamenten des Gebäudes verbunden wurden.
Bedingt durch Geldmangel infolge der Weltwirtschaftskrise wurden bereits im ersten Jahr der Bauphase die Arbeiten unterbrochen. Mit dem Weiterbau 1936 war das zweite Schwimmbecken überflüssig geworden, da im Nationalsozialismus Männer und Frauen im gleichen Schwimmbad schwimmen durften. Somit wurde es bei der Eröffnung im Jahre 1938  erst gar nicht in Betrieb genommen. Um 1945 setzte man dort ein Ständerwerk aus Holz ins Becken und zog einen Schwingboden ein, um die Schwimmhalle als Sporthalle zu nutzen. Eine zweireihige Tribüne im oberen Hallenumlauf ermöglichte einen Zuschauerbetrieb. In jedem Seitenflügel des symmetrischen Baus wurden hinter einer in Innenhöfen liegenden Apsis Wasserausgleichsbehälter eingebaut, um bei Bedarf Wasser ins Schwimmbad nachlaufen zu lassen.

## Zerstörungen durch Brände
Im März 2013 stand das frühere linke Schwimmbad in Flammen. Die Löscharbeiten dauerten 35 Stunden. Als Ursache stellte die Kriminalpolizei Brandstiftung fest.
Zwei weitere Brände ereigneten sich 2016 in der Sporthalle, einer in einem Lagerraum und ein anderer in einem Gerätelager.

## Nachnutzung

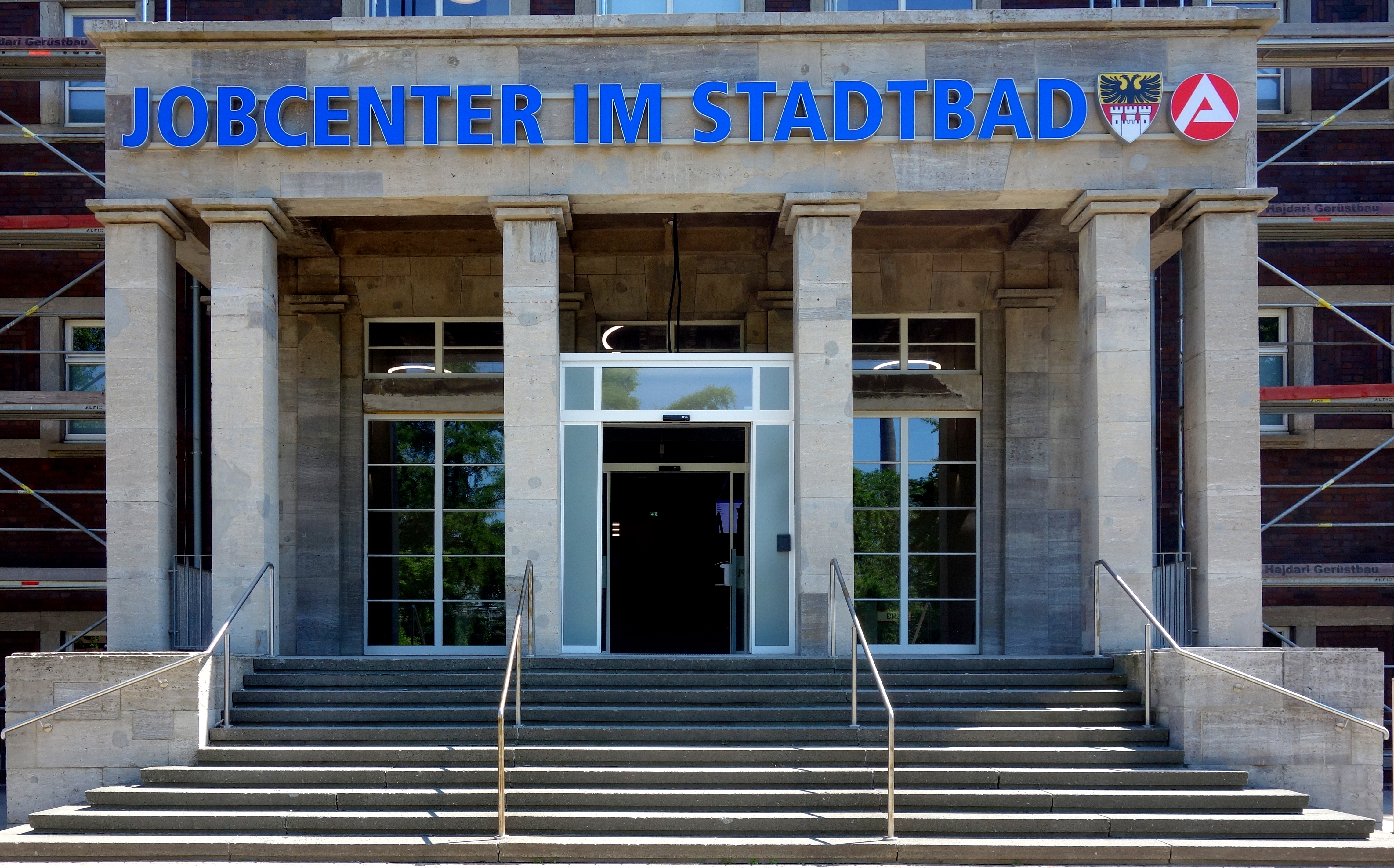
Eingang zum Jobcenter im ehemaligen Stadtbad Hamborn (2023)

Im Jahre 2018 kaufte die 2012 gegründete Greyfield Group aus Essen das Objekt, um es zu sanieren und zum Bürostandort umzubauen. Das Unternehmen hat sich darauf spezialisiert, marode Bestandsimmobilien zu revitalisieren, vermarktungsfähig zu entwickeln und für eine künftige Nutzung bedarfsgerecht umzubauen. Mit dem Jobcenter Duisburg-Nord fand man einen langfristigen Mieter, der eine Sanierung wirtschaftlich machte.
Am 29. April 2023 wurde das neue Jobcenter offiziell eingeweiht.

## Denkmalschutz
Das ehemalige Stadtbad Hamborn wurde am 28. April 2005 unter der Nummer 536 in die Liste der Baudenkmäler in Duisburg-Hamborn eingetragen.